# St. Martinus (Wessum)

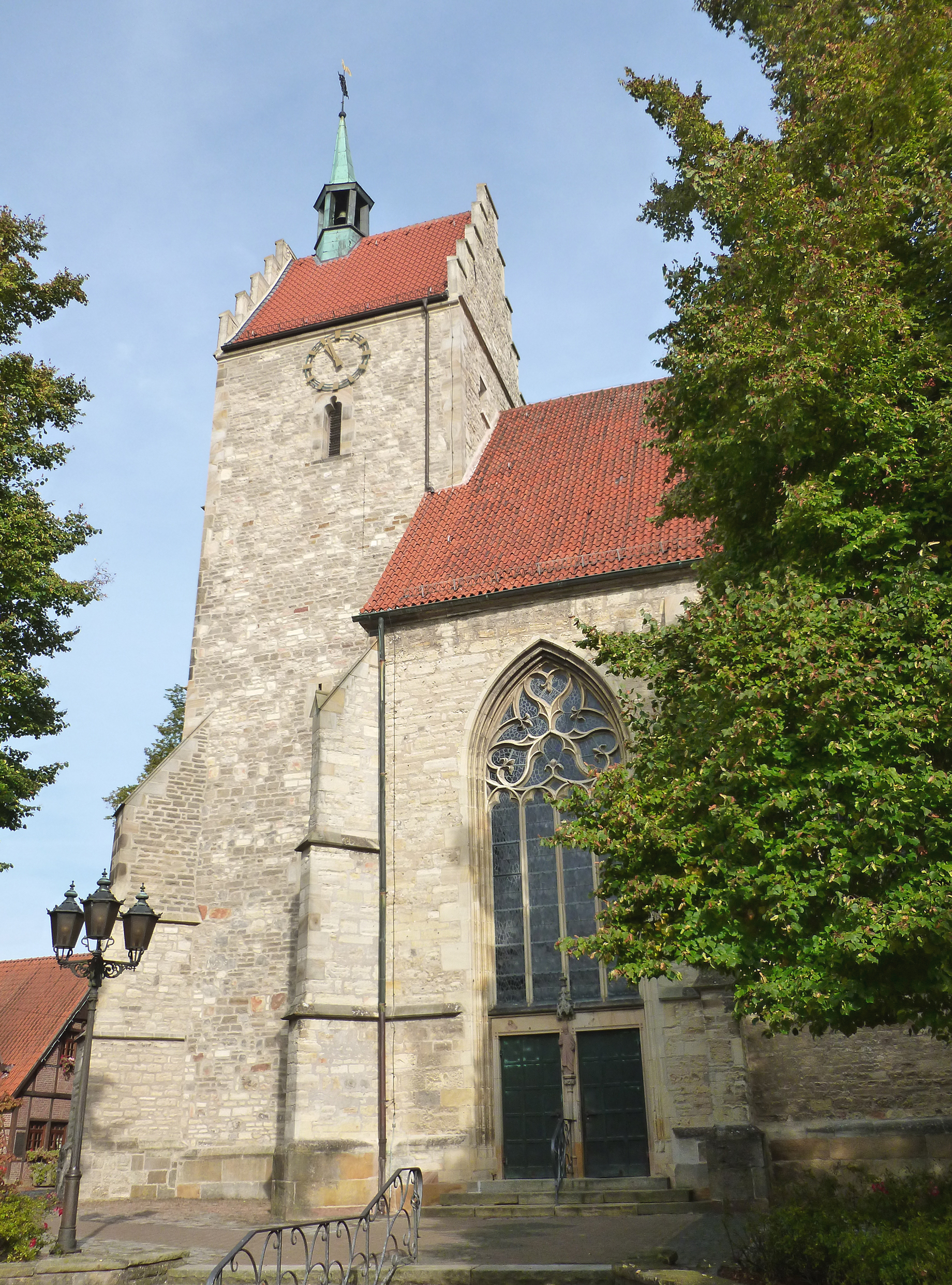
St. Martinus (2014)

Die katholische Pfarrkirche St. Martinus ist ein denkmalgeschütztes Kirchengebäude am Kirchplatz in Wessum, einem Ortsteil von Ahaus im Kreis Borken (Nordrhein-Westfalen).
Die Gemeinde wurde am 25. Mai 2015 mit der Gemeinde St. Andreas (Wüllen) zur Gemeinde St. Andreas und Martinus fusioniert.

## Geschichte und Architektur
Ursprünglich war die Kirche eine St. Marien und Martin-Kirche. Eine Pfarrei wurde erstmals 1188 erwähnt. Das Gebäude wurde als Eigenkirche auf dem Haupthof der Grafen von Cappenberg errichtet. Die vierjochige Halle aus Bruchstein und einem Chorjoch mit einer 5/8-Apsis ist mit einem Dachreiter bekrönt. Dem Westturm wurde ein Treppengiebel aufgesetzt. Die drei westlichen Joche und der Turm wurden in der Mitte des 14. Jahrhunderts gebaut. Das Langhaus wurde 1899 nach Osten um ein Joch verlängert, der Chor wurde in seiner ursprünglichen Form wieder errichtet. Die Kirche wurde im Zweiten Weltkrieg stark beschädigt und von 1954 bis 1958 wieder instand gesetzt. Eine Sakristei wurde 1971 angefügt. Die Außenwände sind einheitlich durch zweibahnige Maßwerkfenster mit Vierpässen und Strebepfeiler gegliedert. In das südwestliche Joch sind das zweiteilige Portal und vierbahnige Fenster mit Fischblasenmaßwerk in eine gemeinsame Gewändenische eingelassen. Der Turm mit Eckstrebepfeilern ist am Zifferblatt mit 1520 bezeichnet, die Schallöffnungen stammen von 1870. In der Halle ruhen gebuste Kreuzrippengewölbe auf Rundpfeilern mit achteckigen Deckplatten. In den schmalen Seitenschiffen ruhen die Gewölbe auf Dreivierteldiensten.

## Ausstattung
- Der neugotische Hochaltar wurde 1915 eingebaut.
- Die spätgotische Sakramentsnische wurde 1971 restauriert und ergänzt.
- Der achteckige Taufstein ist durch an Fenster erinnernde Maßwerkfelder gegliedert.
- Eine Hälfte der Doppelmadonna aus Holz vom Ende des 15. Jahrhunderts wurde rekonstruiert.
- Drei mittelalterliche Glocken; die von 1360 zeigt eine Ritzzeichnung eines Christuskopfes, die von 1496 und 1499 wurden von Gerdt van Wou gegossen[1]

## Glocken
In einem historischen Holzglockenstuhl hängen drei mittelalterliche Glocken, die eines der ältesten Geläute im Münsterland bilden.
Im Jahre 1496 schuf  Geert de Wou die heute mittlere Martinusglocke. Zeitgleich goss er eine weitere Glocke für den Nachbarort Wüllen, ehe er nach Erfurt weiterzog, um dort die legendäre Gloriosa für den hiesigen Dom zu gießen. 1499 kehrte Van Wou nach Wessum zurück und goss die große Annenglocke. Es handelt sich hierbei vermutlich um sein letztes Werk im Münsterland.
| Nr. | Name der Glocke | Schlagton | Gewicht   | Ø (mm) | Jahr: | Gießer       |
| --- | --------------- | --------- | --------- | ------ | ----- | ------------ |
| 1.  | Annenglocke     | cis′-2    | 01.670 kg | 1429   | 1499  | Geert de Wou |
| 2.  | Martinusglocke  | dis′+2    | 01.275 kg | 1291   | 1496  | Geert de Wou |
| 3.  | Marienglocke    | fis′-6    | 0900 kg   | 1144   | 1360  | unbekannt    |